# Carabhydrus innae
Carabhydrus innae är en skalbaggsart som beskrevs av Lars Hendrich och Watts 2009. Carabhydrus innae ingår i släktet Carabhydrus och familjen dykare. Inga underarter finns listade i Catalogue of Life.